# María Vento-Kabchi
María Alejandra Vento-Kabchi (Caracas, 24 mei 1974) is een voormalig professioneel tennisspeelster uit Venezuela. Zij werd geboren als María Vento. Na haar huwelijk op 21 juli 2001 met zakelijk en financieel jurist Gamal Kabchi speelde zij onder de naam Vento-Kabchi.
Vento maakte haar profdebuut in 1994, maar was reeds vanaf 1988 actief. Eind 2006 beëindigde zij haar actieve loopbaan. De hoogste positie die Vento-Kabchi bereikte op de WTA-ranglijst in het enkelspel was de 26e plaats; die behaalde zij in juli 2004. In het dubbelspel bereikte zij de vijftiende plaats, eveneens in juli 2004. Zij nam tweemaal deel aan de Olympische Spelen, namelijk in 2000 (enkelspel en dubbelspel) en 2004 (alleen enkelspel).

## Loopbaan

### Enkelspel
Vento-Kabchi wist in haar loopbaan geen WTA-toernooi op haar naam te schrijven. In 1998 bereikte zij de finale van het toernooi van Hope Island, maar verloor deze van de Japanse Ai Sugiyama. Zij bereikte twee keer de vierde ronde van een grandslamtoernooi, in 1997 op Wimbledon en in 2005 op het US Open.
In 1999 won Vento de gouden medaille in het vrouwenenkelspel op de Pan-Amerikaanse Spelen in Winnipeg.
In 2006 was Vento-Kabchi de eerste speelster die mocht aantreden tegen Martina Hingis die na drie jaar afwezigheid van de WTA-tour haar comeback maakte op het toernooi van Gold Coast. Vento-Kabchi verloor die wedstrijd echter met 1-6, 2-6.

### Dubbelspel
In deze discipline had Vento-Kabchi meer succes: zij speelde tien finales op de WTA-tour, waarvan zij er vier won. Op de grandslamtoernooien bereikte zij viermaal de kwartfinale: in 2003 op Wimbledon en op het US Open en in 2004 op het Australian Open en op Wimbledon – in alle gevallen wist zij de Indonesische Angelique Widjaja aan haar zijde.

### Tennis in teamverband
In de periode 1990–2006 maakte Vento deel uit van het Venezolaanse Fed Cup-team – zij vergaarde daar een winst/verlies-balans van 35–20.

## Posities op deWTA-ranglijst
Positie per einde seizoen:
| jaar | rang enkelspel | rang dubbelspel |
| ---- | -------------- | --------------- |
| 1988 | 534            | 462             |
| 1989 | 415            | 553             |
| 1990 | 403            | 171             |
| 1991 | 515            | 565             |
| 1992 | 550            | –               |
| 1993 | 207            | –               |
| 1994 | 165            | –               |
| 1995 | 87             | –               |
| 1996 | 139            | 753             |
| 1997 | 48             | –               |
| 1998 | 43             | –               |
| 1999 | 111            | –               |
| 2000 | 105            | 132             |
| 2001 | 177            | 122             |
| 2002 | 153            | 60              |
| 2003 | 44             | 17              |
| 2004 | 49             | 21              |
| 2005 | 63             | 35              |
| 2006 | 317            | 92              |

## Palmares
| Legenda                |
| ---------------------- |
| Grandslamtoernooi      |
| Olympische Spelen      |
| Year-End Championships |
| Tier I                 |
| Tier II                |
| Tier III               |
| Tier IV & V            |

### WTA-finaleplaatsen enkelspel
| nr.              | finale     | toernooi        | ondergrond | tegenstandster | score    |         |
| ---------------- | ---------- | --------------- | ---------- | -------------- | -------- | ------- |
| gewonnen finales |            |                 |            |                |          |         |
| 1.               | 1998-01-10 | WTA Hope Island | hardcourt  | Ai Sugiyama    | 5-7, 0-6 | details |
| verloren finales |            |                 |            |                |          |         |
| geen             |            |                 |            |                |          |         |

### WTA-finaleplaatsen vrouwendubbelspel
| nr.              | finale     | toernooi          | ondergrond | partner                | tegenstandsters                          | score         |         |
| ---------------- | ---------- | ----------------- | ---------- | ---------------------- | ---------------------------------------- | ------------- | ------- |
| gewonnen finales |            |                   |            |                        |                                          |               |         |
| 1.               | 2002-02-23 | WTA Dubai         | hardcourt  | Barbara Rittner        | Sandrine Testud Roberta Vinci            | 6-3, 6-2      | details |
| 2.               | 2002-09-15 | WTA Hawaï         | hardcourt  | Meilen Tu              | Nannie de Villiers Irina Seljoetina      | 1-6, 6-2, 6-3 | details |
| 3.               | 2003-09-14 | WTA Bali          | hardcourt  | Angelique Widjaja      | Émilie Loit Nicole Pratt                 | 7-5, 6-2      | details |
| 4.               | 2005-09-25 | WTA Peking        | hardcourt  | Nuria Llagostera Vives | Yan Zi Zheng Jie                         | 6-2, 6-4      | details |
| verloren finales |            |                   |            |                        |                                          |               |         |
| 1.               | 2000-05-27 | WTA Straatsburg   | gravel     | Kim Grant              | Sonya Jeyaseelan Florencia Labat         | 4-6, 3-6      | details |
| 2.               | 2002-04-14 | WTA Estoril       | gravel     | Barbara Rittner        | Jelena Bovina Zsófia Gubacsi             | 3-6, 1-6      | details |
| 3.               | 2003-02-16 | WTA Doha          | hardcourt  | Angelique Widjaja      | Janet Lee Wynne Prakusya                 | 1-6, 3-6      | details |
| 4.               | 2003-08-17 | WTA Toronto       | hardcourt  | Angelique Widjaja      | Svetlana Koeznetsova Martina Navrátilová | 6-3, 1-6, 1-6 | details |
| 5.               | 2004-09-26 | WTA Peking        | hardcourt  | Gisela Dulko           | Emmanuelle Gagliardi Dinara Safina       | 4-6, 4-6      | details |
| 6.               | 2005-10-09 | WTA Japan (Tokio) | hardcourt  | Shinobu Asagoe         | Gisela Dulko Maria Kirilenko             | 5-7, 6-4, 3-6 | details |

## Resultaten grandslamtoernooien
| Legenda | Legenda                          |
| ------- | -------------------------------- |
| g.t.    | geen toernooi gehouden           |
| l.c.    | lagere categorie                 |
| –       | niet deelgenomen                 |
| G       | uitgeschakeld in de groepsfase   |
| 1R      | uitgeschakeld in de eerste ronde |
| 2R      | uitgeschakeld in de tweede ronde |
| 3R      | uitgeschakeld in de derde ronde  |
| 4R      | uitgeschakeld in de vierde ronde |
| KF      | uitgeschakeld in de kwartfinale  |
| HF      | uitgeschakeld in de halve finale |
| F       | de finale verloren               |
| W       | het toernooi gewonnen            |
| w-v     | winst/verlies-balans             |

### Enkelspel
| Toernooi        | 1992 | 1994 | 1995 | 1996 | 1997 | 1998 | 1999 | 2000 | 2001 | 2002 | 2003 | 2004 | 2005 | 2006 |
| --------------- | ---- | ---- | ---- | ---- | ---- | ---- | ---- | ---- | ---- | ---- | ---- | ---- | ---- | ---- |
| Australian Open | –    | –    | –    | 1R   | –    | 1R   | 1R   | 1R   | 2R   | –    | –    | 1R   | 1R   | 1R   |
| Roland Garros   | –    | –    | –    | –    | –    | 1R   | 1R   | 1R   | 1R   | –    | –    | 2R   | 1R   | 1R   |
| Wimbledon       | –    | –    | 1R   | –    | 4R   | 3R   | 2R   | 1R   | 1R   | 1R   | –    | 2R   | 2R   | –    |
| US Open         | 1R   | –    | 1R   | –    | 2R   | 2R   | 1R   | 2R   | –    | –    | 2R   | 3R   | 4R   | –    |

### Vrouwendubbelspel
| Toernooi        | 2001 | 2002 | 2003 | 2004 | 2005 | 2006 |
| --------------- | ---- | ---- | ---- | ---- | ---- | ---- |
| Australian Open | 1R   | –    | 3R   | KF   | 2R   | 1R   |
| Roland Garros   | 1R   | 2R   | 2R   | 1R   | 2R   | 2R   |
| Wimbledon       | 3R   | 1R   | KF   | KF   | 1R   | 1R   |
| US Open         | –    | 1R   | KF   | 1R   | 1R   | 1R   |

### Gemengd dubbelspel
| toernooi        | 2002 | 2003 | 2004 | 2005 |
| --------------- | ---- | ---- | ---- | ---- |
| Australian Open | –    | –    | 1R   | 2R   |
| Roland Garros   | –    | –    | 1R   | 1R   |
| Wimbledon       | 2R   | 1R   | 2R   | 1R   |
| US Open         | –    | 2R   | 1R   | –    |